# حساب المثلثات

جميع قيم الدوال المثلثية لزاوية θ يمكن أن تُرسم هندسيا في خضم دائرة وحدة مركزها O.

علم المثلثات أو حساب المثلثات (باللاتينية: Trigonometria) هو فرع من فروع الرياضيات يدرس الزوايا والمثلثات والتوابع المثلثية كالجيب والجيب التمام. وهو أحد فروع علم الهندسة العامة.
يكون المثلثان متشابهين إذا كانت الزوايا المتقابلة من كل منهما متطابقة، وتكون أطوال أضلاع المثلثين المتشابهين متناسبة. أي أنه إذا كان طول أقصر أضلاع المثلث الأول ضعف طول أقصر أضلاع المثلث الثاني، فإن طول كل من الضلعين الأطول والمتوسط من المثلث الأول يكون ضعف طولي الضلعين الأطول والمتوسط من المثلث الثاني أيضا، وبالتالي فإن النسبة بين طولي الضلعين الأقصر والأطول في المثلث الأول مساوية للنسبة بين طولي الضلعين الأقصر والأطول في المثلث الثاني.
اعتمادا على هذه القوانين، من الممكن تعريف التوابع المثلثية، مستخدمين المثلث القائم. وهناك القانون القائل انه إذا تساوت زاويتان في مثلثين قائمين، فان هذين المثلثين متشابهان، وتكون النسبة بين الضلع المقابلة للزاويتين المتساويتين، وتر كل من المثلثين (الضلع المقابلة للزاوية القائمة) متساوية بالنسبة لكل من المثلثين وتعتمد فقط على قيمة الزاوية، وستكون عددا بين 0 و1، تدعى هذه النسبة بجيب الزاوية. بشكل مماثل، يمكن تعريف جيب تمام الزاوية على أنها النسبة بين الضلع المجاور لها على الوتر.
الدالتان الجيب  وجيب التمام هما أهم الدوال المثلثية. هناك أيضا توابع أخرى تُعرف بأخذ نسب أخرى من أضلاع المثلث القائم، أو نسب من التابعين الأساسيين الجيب وجيب التمام، هذه التوابع هي: ظل (ظا)، ظل تمام(ظتا)، قاطع (قا)، وقاطع تمام (قتا).
- ظل الزاوية A = جيب الزاويةجيب تمام الزاوية
- ظل تمام الزاوية A = جيب تمام الزاويةجيب  الزاوية
- قا (قاطع) الزاوية = 1جيب تمام  الزاوية (مقلوب الجتا)
- قاطع تمام (قتا) = 1جيب الزاوية (مقلوب الجا)

بهذا نكون قد عرفنا التوابع(الاقترانات) المثلثية للزوايا من 0 إلى 90، من الممكن توسيع هذا التعريف ليشمل كل القيم الحقيقية للزوايا باستخدام دائرة الوحدة.
عند إمكانية حساب التوابع المثلثية (من الجداول أو الآلة الحاسبة) ومعرفة قيم ضلع وزاويتين أو ضلعين وزاوية أو ثلاثة أضلاع من المثلث، يمكن إيجاد قيم باقي عناصر المثلث (زوايا واضلاع) باستخدام قانون الجيب وقانون جيب التمام أو قانون ظل الزاوية .
- هذا بخصوص حساب المثلثات المستوية. وهناك فرع لا يقل أهمية عنه وهو حساب المثلثات على السطح الكروي، وهذا الفرع مهم بصفة خاصة في الفلك وفي الملاحة.

## التاريخ
يعتبر القدماء المصريين أول من عمل بقواعد حساب المثلثات، إذ استخدموها في بناء الأهرامات وبناء معابدهم. لكن قليل من الموروث عنهم في هيئة مخطوطات، ومنها أن عرّّفوا مساحة الدائرة بكونها مساوية لتسعة أعشار مساحة المربع المحيط بها المماس لها من أربع أضلاع. وترجع معرفتنا بحساب المثلثات إلى الإغريق الذين وضعوا قوانينها، ومن أهمها هي القائمة والحادة والمنفرجة.
يعتبر العلامة الفارسي نصير الدين الطوسي أول من اعتبر الحساب المثلثي فرعا مستقلا عن علم النجوم.
وصلت معرفة الدوال المثلثية إلى أوروبا الغربية من خلال الترجمات إلى اللاتينية لأعمال كل من بطليموس وأعمال علماء الفلك الفرس والعرب من أمثال نصير الدين الطوسي والبتاني.
كان عالم الرياضيات الهولندي جيما فريزيوس هو أول من وصف طريقة التثليث و التي ما زالت مستعملة حاليا في علم المساحة.
كان عالم الرياضيات السويسري ليونهارت أويلر أول من أقحم الأعداد المركبة في علم المثلثات.
كان لعمل عالمي الرياضيات جيمس جريجوري وكولين ماكلورين الاسكتلنديين تأثيراً كبيراً في تطور المتسلسلات المثلثية. الأول منهما عاش في القرن السابع عشر والثاني في الثامن عشر.

## نظرة عامة

في هذا المثلث قائم الزاوية:

في المثلث القائم المبين في الشكل، يُرمز للوتر (الضلع الأكبر في المثلث) بالرمز h. فيكون تعريف خواص الزاوية A كالآتي:
- sin ، جا : جيب الزاوية A = طول الضلع المقابل / الوتر(h/a)
- cos ، جتا: جيب تمام الزاوية A = طول الضلع المجاور / الوتر (h/b)
- tan ، ظا : ظل الزاوية A = طول الضلع المقابل/طول الضلع المجاور (b/a).

تنطبق التعريفات السابقة على الزوايا بين 0 و 90 درجة (بين صفر و π/2 راديان). وباستخدام دائرة الوحدة يمكن حساب الدوال المثلثية للزوايا الدائرية بين 0 و 360 درجة . في تلك الحالات يمكن أن يكون الضلع a موجباً أو سالباً (انظر دالة مثلثية). الدوال المثلثية هي دوال دورية (تتكرر بانتظام)، ولها دورة مقدارها 360 درجة أو 2π راديان. أي أن احداثياتها تتكرر من دورة لدورة . ويمكن لظل الزاوية أو ظل تمام الزاوية أن يصل إلى الصفر عند 180 درجة أو عند 360 درجة.

### تعريف الدالة المثلثية بالأعداد المركبة

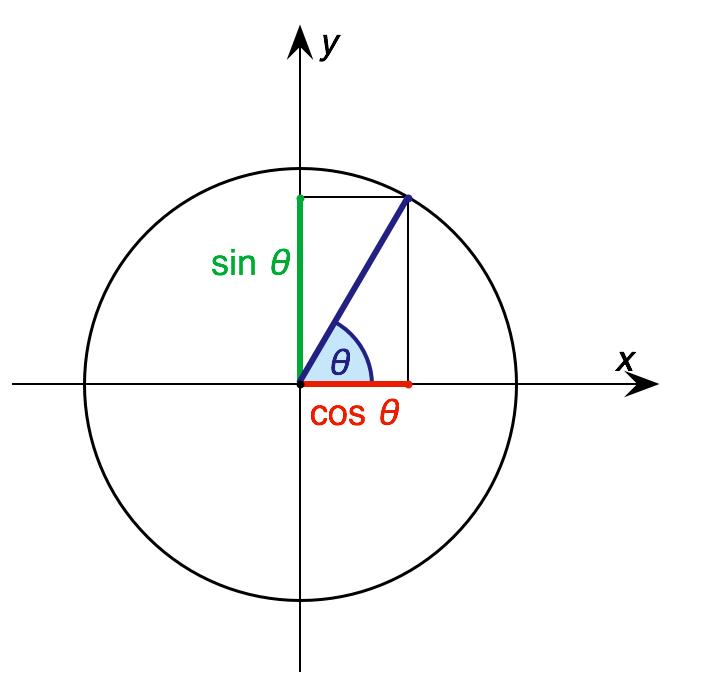
Fig. 1a – تعريف جا و جيب تمام الزاوية θ باستخدام دائرة وحدة.

يمكن تعريف الدوال المثلثية بطريقة أخرى غير طريقة حساب المثلثات، وهي طريقة باستخدام الحساب والمتتاليات اللانهائية . ومع تلك التعريفات يمكن صياغة الدوال المثلثية بالأعداد المركبة . ومن مميزات الدوال الأسية المركبة أنها تستخدم كثيرا في الهندسة الكهربائية وحسابات التيار المتردد والمحركات الكهربائية وكذلك في علم الفلك.
{\displaystyle e^{x+iy}=e^{x}(\cos y+i\sin y).}
أنظر صيغة أويلر وصيغة دي موافر.

## تطبيقات
.

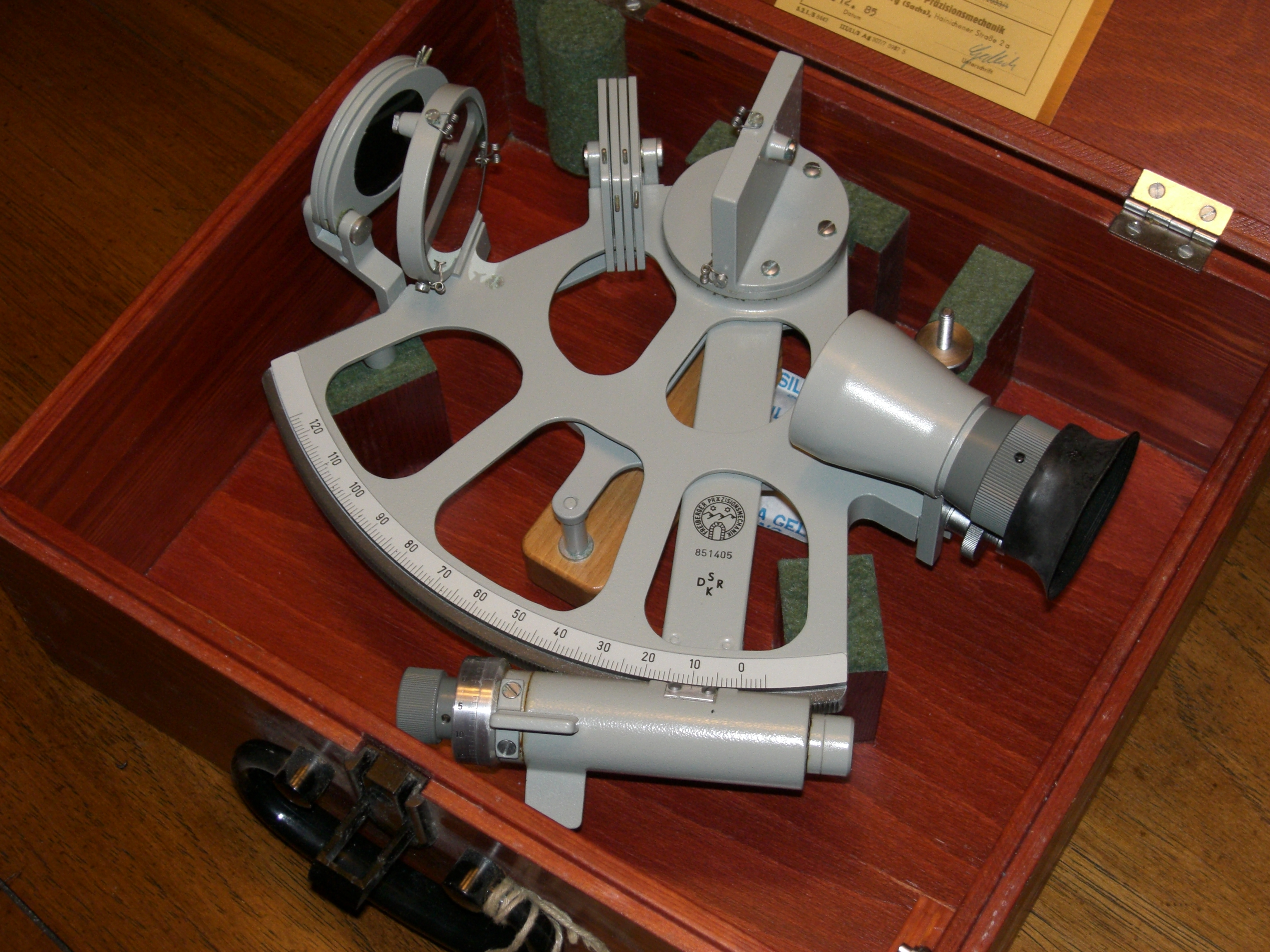
السدس آلة تستعمل لقياس الزاوية التي تكونها الشمس أو النجوم مع الأفق. باستعمال الحساب المثلثي وكرونوميتر بحري، يمكن تحديد مكان الباخرة

لعلم المثلثات تطبيقات كثيرة؛ منها حساب المسافات والزوايا في إنشاء المباني والطرق، وفي صناعة المحركات وأجهزة التلفزيون والأثاث وملاعب الكرة، وكذلك وفي حساب المسافات الجغرافية والفلك، وفي أنظمة الاستكشاف بالأقمار الصناعية.
انظر إلى التثليث.

### تمثيلتيار مترددبدائرة وحدة
هذا الشكل المتحرك يوضح حساب موجة جيبية بواسطة دائرة وحدة. الموجة الجيبية يمكن أن تمثل تيارًا مترددًا.

عملية تمثيل دالة (y = sin(x باستخدام دائرة الوحدة.

## صيغ عامة للدوال المثلثية
هناك حالة خاصة في حالة حساب جيب تمام الزاوية إذا كان 1 و0.

### قانون الجيب
قانون الجيب من أجل مثلث معين ما ينص على ما يلي:
{\displaystyle {\frac {a}{\sin A}}={\frac {b}{\sin B}}={\frac {c}{\sin C}}=2R={\frac {abc}{2\Delta }},}
حيث {\displaystyle \Delta } هي مساحة المثلث و R هو شعاع الدائرة المحيطة بالمثلث.

### قانون الجيب التمام
قانون جيب التمام هو امتداد لمبرهنة فيتاغورس حيث تبقى هذه المبرهنة صحيحة مهما كانت طبيعة هذا المثلث على عكس مبرهنة فيتاغورس التي تكتفي بالمثلثات قائمة الزاوية. تنص هذه المبرهنة على مايلي:
{\displaystyle c^{2}=a^{2}+b^{2}-2ab\cos C,}

### صيغة أويلر
صيغة أويلر بما أنها تنص على أن {\displaystyle e^{ix}=\cos x+i\sin x}، تعطي النتائج التالية:
{\displaystyle \sin x={\frac {e^{ix}-e^{-ix}}{2i}},\qquad \cos x={\frac {e^{ix}+e^{-ix}}{2}},\qquad \tan x={\frac {(e^{ix}-e^{-ix})}{i(e^{ix}+e^{-ix})}}.}